# سیارک ۶۳۷۹
سیارک ۶۳۷۹ (به انگلیسی: 6379 Vrba، نامگذاری:1987VA1) شش هزار و سیصد و هفتاد و نهمین سیارک کشف شده‌است که در ۱۵ نوامبر ۱۹۸۷ کشف شد.
قدر مطلق سیارک برابر ۱۱٫۶۰ است.